# マスケット (1906年生まれの競走馬)
マスケット（Maskette, 1906年 - 1930年）は、アメリカ合衆国の競走馬・繁殖牝馬。2歳時にフューチュリティステークスなどを制したほか、特に牝馬戦線では無敗を誇り、のちの2001年にアメリカ競馬殿堂入りを果たした。

## 経歴
- 特記がない限り、競走はすべてダートコース。また、当時はグレード制未導入。

### 出生
20世紀初頭のアメリカ競馬界を牽引したオーナーブリーダーのジェームズ・ロバート・キーンが、自身の持つキャッスルトン牧場で生産したサラブレッドの牝馬である。マスケットは牝馬ながらも大柄な馬で、『The Anaconda Standard』紙には「男っぽい牝馬」と評されていたという。

### 2歳時（1908年）
ジェームズ・ゴードン・ロウ・シニア調教師に預けられたマスケットのデビューは、当時としてはやや遅めの夏頃であった。8月3日のサラトガ競馬場で行われた5.5ハロンの一般戦に単勝オッズ1.25倍の1番人気に支持されて出走、ジョー・ノッター騎手鞍上のもと、道中では先頭の馬の後ろにつけて進み、最後の直線で半馬身差差し切って初勝利を手にした。それから2日後に同じくサラトガで行われたスピナウェイステークス（5.5ハロン）に出走、2着馬に1馬身半差をつけ、さらに当時のサラトガ5.5ハロンのトラックレコードとなる1分05秒80のタイムで優勝した。8月6日に発刊された『Pittsburgh Daily Post』紙にはマスケットのスピナウェイステークス優勝について「トラックはベストの状態ではなかったのに圧巻のパフォーマンスであった。最優秀の2歳牝馬として太鼓判を押す」と評している。
同月下旬、マスケットは当時のアメリカ最大級の競走であったフューチュリティステークス（シープスヘッドベイ・6ハロン）に出走、ここでも直線で抜け出す競馬で、後続に3馬身差をつけて優勝、当時のフューチュリティステークスレコードとなる1分11秒20のタイムで走破した。それから4日後の同じくシープスヘッドベイ競馬場で行われたグレートフィリーステークスにもマスケットは出走し、ここでは127ポンドと重いハンデキャップを課せられたがこれも優勝した。
グレートフィリーステークスの3日後にはフラットブッシュステークスに出走しているが、ここで牡馬サーマーティンを相手に初めて先着され4馬身差の2着、初の敗北を喫した。9月6日発行の『The New York Times』紙はこの競走について「マスケットは5ポンドも重いハンデを課せられながらもその凛々しさを証明した」と報じている。それから1か月後にはベルモントパーク競馬場のメイトロンステークス（6ハロン）に出走したが、ここでは他の競走馬がマスケットとの対戦を恐れて回避し、結果マスケットと、同厩舎のアフリクションという馬だけの競走になり、実質的にはマスケットの「単走」となった。『The Washington Post』紙はこの競走について「ちょっと、いや何の興味も引き起こさない。マスケットは単にアフリクションの前方をジョギングして、1分20秒80というゆっくりしたタイムで1馬身半差をつけて勝つと引き上げていった」と報じられ、また『Daily Racing Form』紙においては「同厩舎の仲間とキャンターで駆け通した」と評された。
マスケットはこの年6戦5勝の戦績を挙げ、後年の選考では同年の最優秀2歳牝馬に選出された。『The Anaconda Standard』紙はマスケットの同年について「彼女の優雅で均整のとれた動きと安定したパフォーマンスはニューヨーカーの心を熱くし、また遠方で彼女の活躍を知る人たちにも、その目の覚めるような速さに畏敬の念を与えた」と評価している。

### 3歳時（1909年）
3歳シーズンの初戦は5月20日に行われた牝馬限定戦のレディーズステークス（ベルモントパーク・8ハロン）で5馬身差の楽勝、その後もガゼルステークス（ハバディグレイス・8.5ハロン）は2馬身差、マーメイドステークス（シープスヘッドベイ・9ハロン）では周りより15ポンド重い126ポンドを積まれながらも3馬身差で勝利している。8月5日のサラトガ競馬場で行われたアラバマステークス（9ハロン）は当日大雨不良馬場のなかの開催で、のちに『Daily Racing Form』紙に「行き脚悪し」と評されるようなスローペースの展開となったが、マスケットは終始その先頭に立ち続けてゴール、1分59秒40のタイムで優勝した。
それから2か月後に出走したピアポントハンデキャップ（ジャマイカ・9ハロン）は久々の牡牝混合戦で、ここでマスケットは牡馬相手ながらもそれらより重い124ポンドを課されたものの、それでも26ポンド差ある2着馬ハックに2馬身差で勝利した。しかし、その翌戦に迎えたアケダクトハンデキャップ（アケダクト・8.5ハロン）では13ポンド軽いファイアストーンという馬に最後の直線でハナ差交わされて久々の2着に敗れた。
この年の戦績は前年と同じく6戦5勝で、この年も後年の選考で最優秀3歳牝馬に選出されている。

### 4歳時（1910年）
マスケットは4歳になっても競馬を続けたが、その成績は前年までに比べると劣る内容であった。この年は5月5日のハンデキャップ一般戦（アケダクト・6.5ハロン）で初戦を勝利で飾ったが、その翌戦のメトロポリタンハンデキャップ（ベルモントパーク・8ハロン）では最後の直線で失速して6着、初めて着外に終わった。6月になって出走した牝馬限定のハンデキャップ一般戦（ハバディグレイス・8.5ハロン）では128ポンドを積まれながらも勝利したが、それがマスケットにとって最後の勝利となり、続くシープスヘッドベイハンデキャップ（シープスヘッドベイ・8ハロン）ではキングジェームズを半馬身差捕らえきれずに2着、ラストランとなった8月6日のデラウェアハンデキャップでは終始先頭に絡めずに5着と敗れた。

### 競走成績表
- 当時はグレード制未導入。
- 斤量はポンド表記。
- 距離欄の単位はハロン。Dはダートを表す。
- 競走名の略記はS＝ステークス、H＝ハンデキャップを表す。
- メイトロンステークスは賭け不成立のためオッズなし。
- 競走成績表の出典は名誉の殿堂博物館の特設ページに付随するpdfファイル[4]を参照のこと。

| 出走日     | 競馬場             | 競走名              | 距離  | 馬場 | 着順 | 騎手     | 斤量 | オッズ | タイム  | 着差       | 1着（2着）馬     |
| ---------- | ------------------ | ------------------- | ----- | ---- | ---- | -------- | ---- | ------ | ------- | ---------- | ---------------- |
| 1908.08.03 | サラトガ           | 一般戦              | D5.5f | 良   | 1着  | Notter   | 101  | 1.25   | 1:06.60 | 1/2馬身    | (Miss Kearney)   |
| 1908.08.05 | サラトガ           | スピナウェイS       | D5.5f | 良   | 1着  | Notter   | 112  | 1.29   | 1:05.80 | 1 1/2馬身  | (Wedding Bells)  |
| 1908.08.29 | シープスヘッドベイ | フューチュリティS   | D6f   | 良   | 1着  | Notter   | 118  | 1.70   | 1:11.20 | 3馬身      | (Sir Martin)     |
| 1908.09.02 | シープスヘッドベイ | グレートフィリーS   | D6f   | 良   | 1着  | Notter   | 127  | 1.25   | 1:12.60 | 1馬身      | (Wedding Bells)  |
| 1908.09.05 | シープスヘッドベイ | フラットブッシュS   | D7f   | 良   | 2着  | Notter   | 117  | 1.50   | 1:25.40 | 4馬身      | Sir Martin       |
| 1908.10.08 | ベルモントパーク   | メイトロンS         | D6f   | 良   | 1着  | Notter   | 124  | -      | 1:20.80 | 1 1/2馬身  | (Afflction)      |
| 1909.05.20 | ベルモントパーク   | レディーズS         | D8f   | 良   | 1着  | Butwell  | 121  | 1.25   | 1:39.00 | 5馬身      | (Lady Bedford)   |
| 1909.06.17 | ハバディグレイス   | ガゼルステークス    | D8.5f | 良   | 1着  | Scoville | 121  | 1.25   | 1:48.00 | 2馬身      | (Petticoat)      |
| 1909.07.07 | シープスヘッドベイ | マーメイドS         | D9f   | 良   | 1着  | Scoville | 126  | 1.13   | 1:52.00 | 3馬身      | (Lady Bedford)   |
| 1909.08.05 | サラトガ           | アラバマS           | D9f   | 不良 | 1着  | Scoville | 124  | 1.30   | 1:59.40 | 1 1/2馬身  | (Miss Kearney)   |
| 1909.10.12 | ジャマイカ         | ピアポントH         | D9f   | 稍重 | 1着  | Butwell  | 124  | 1.50   | 1:54.40 | 2馬身      | (Huck)           |
| 1909.10.26 | アケダクト         | アケダクトH         | D8.5f | 良   | 2着  | Butwell  | 126  | 1.25   | 1:48.40 | ハナ       | Firestone        |
| 1910.05.05 | アケダクト         | ハンデキャップ戦    | D6.5f | 良   | 1着  | Butwell  | 122  | 1.33   | 1:18.00 | クビ       | (Dlmtn)          |
| 1910.05.13 | ベルモントパーク   | メトロポリタンH     | D8f   | 良   | 6着  | Butwell  | 123  | 3.50   | 1:37.80 | 8馬身      | Fashion Plate    |
| 1910.06.09 | ハバディグレイス   | ハンデキャップ戦    | D8.5f | 良   | 1着  | Powers V | 128  | 1.14   | 1:46.60 | 1馬身      | (Hill Top)       |
| 1910.06.23 | シープスヘッドベイ | シープスヘッドベイH | D8f   | 良   | 2着  | Powers V | 123  | 2.80   | 1:37.60 | 1/2馬身    | King James       |
| 1910.08.06 | サラトガ           | デラウェアH         | D8f   | 稍重 | 5着  | Notter   | 125  | 1.50   | 1:40.00 | 13 1/2馬身 | Sir John Johnson |

## 繁殖入り後
競走馬引退後はキーンの持つキャッスルトン牧場で繁殖牝馬となり、のちの1912年にウィリアム・K・ヴァンダービルトに売却されてフランス・ドーヴィルのケスネー牧場に送られた。その後同地で4頭のステークス勝ち馬を出し、1930年に24歳で死亡した。
後年の1954年、ベルモントパーク競馬場はマスケットの名を冠した「マスケットステークス」を創設した。また2001年、アメリカ競馬名誉の殿堂博物館はマスケットの競走成績を評価して、同馬の殿堂入りを発表した。

## 血統表
| マスケットの血統                 | マスケットの血統                      | マスケットの血統               | （血統表の出典）               | （血統表の出典） |
| 父系                             | ヒムヤー系                            | ヒムヤー系                     | ヒムヤー系                     | [ § 2 ]          |
| 父 Disguise アメリカ 鹿毛 1897   | 父の父Domino アメリカ 黒鹿毛 1891     | Himyar                         | Alarm                          | Alarm            |
| 父 Disguise アメリカ 鹿毛 1897   | 父の父Domino アメリカ 黒鹿毛 1891     | Himyar                         | Hira                           |                  |
| 父 Disguise アメリカ 鹿毛 1897   | 父の父Domino アメリカ 黒鹿毛 1891     | Mannie Gray                    | Enquirer                       | Enquirer         |
| 父 Disguise アメリカ 鹿毛 1897   | 父の父Domino アメリカ 黒鹿毛 1891     | Mannie Gray                    | Lizzie G.                      |                  |
| 父 Disguise アメリカ 鹿毛 1897   | 父の母Bonnie Gal イギリス 黒鹿毛 1889 | Galopin                        | Vedette                        | Vedette          |
| 父 Disguise アメリカ 鹿毛 1897   | 父の母Bonnie Gal イギリス 黒鹿毛 1889 | Galopin                        | Flying Duchess                 |                  |
| 父 Disguise アメリカ 鹿毛 1897   | 父の母Bonnie Gal イギリス 黒鹿毛 1889 | Bonnie Doon                    | Rapid Rhone                    | Rapid Rhone      |
| 父 Disguise アメリカ 鹿毛 1897   | 父の母Bonnie Gal イギリス 黒鹿毛 1889 | Bonnie Doon                    | Queen Mary                     |                  |
| 母 Biturica アメリカ 黒鹿毛 1900 | 母の父Hamburg アメリカ 鹿毛 1895      | Hanover                        | Hindoo                         | Hindoo           |
| 母 Biturica アメリカ 黒鹿毛 1900 | 母の父Hamburg アメリカ 鹿毛 1895      | Hanover                        | Bourbon Belle                  |                  |
| 母 Biturica アメリカ 黒鹿毛 1900 | 母の父Hamburg アメリカ 鹿毛 1895      | Lady Reel                      | Fellowcraft                    | Fellowcraft      |
| 母 Biturica アメリカ 黒鹿毛 1900 | 母の父Hamburg アメリカ 鹿毛 1895      | Lady Reel                      | Mannie Gray                    |                  |
| 母 Biturica アメリカ 黒鹿毛 1900 | 母の母Berriedale イギリス 鹿毛 1894   | Donovan                        | Galopin                        | Galopin          |
| 母 Biturica アメリカ 黒鹿毛 1900 | 母の母Berriedale イギリス 鹿毛 1894   | Donovan                        | Mowerina                       |                  |
| 母 Biturica アメリカ 黒鹿毛 1900 | 母の母Berriedale イギリス 鹿毛 1894   | Caithness                      | Bend Or                        | Bend Or          |
| 母 Biturica アメリカ 黒鹿毛 1900 | 母の母Berriedale イギリス 鹿毛 1894   | Caithness                      | Atalanta                       |                  |
| 母系(F-No.)                      | (FN:8-h)                              | (FN:8-h)                       | (FN:8-h)                       | [ § 3 ]          |
| 5代内の近親交配                  | Mannie Gray 3x4, Galopin 3x4x5        | Mannie Gray 3x4, Galopin 3x4x5 | Mannie Gray 3x4, Galopin 3x4x5 | [ § 4 ]          |
| 出典                             | 1. 2. 3. 4.                           | 1. 2. 3. 4.                    | 1. 2. 3. 4.                    | 1. 2. 3. 4.      |